# Dasineura cystiphorae
Dasineura cystiphorae är en tvåvingeart som beskrevs av Fedotova 1985. Dasineura cystiphorae ingår i släktet Dasineura och familjen gallmyggor.
Artens utbredningsområde är Kazakstan. Inga underarter finns listade i Catalogue of Life.